# Amtsgericht Bamberg

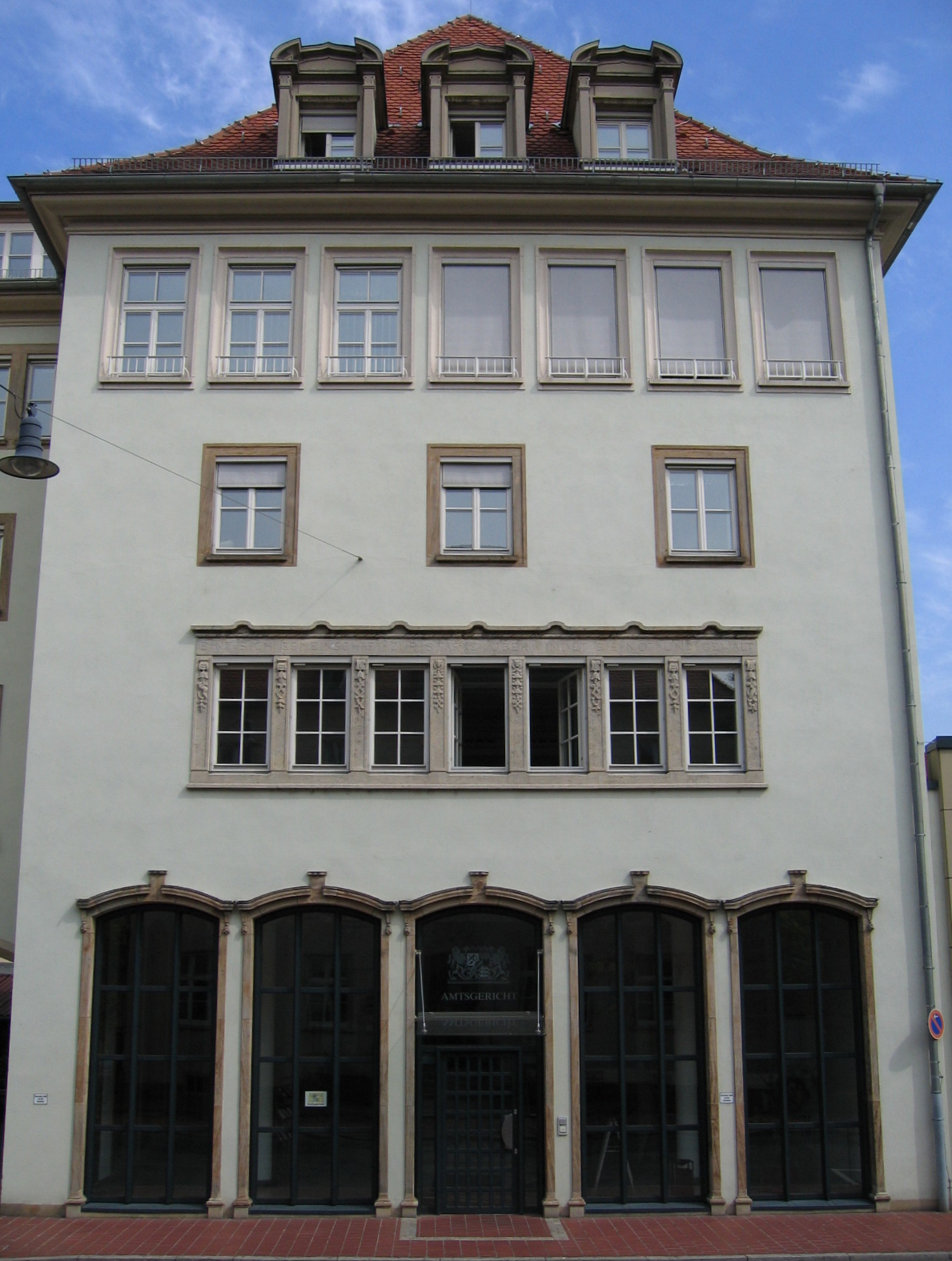
Gerichtsgebäude (2005)

Das Amtsgericht Bamberg ist ein Gericht der ordentlichen Gerichtsbarkeit und eines von 18  Amtsgerichten im Bezirk des Oberlandesgerichts Bamberg.

## Gerichtssitz und -bezirk
Das Gericht hat seinen Sitz in Bamberg, Bayern. Der Gerichtsbezirk umfasst das Gebiet der kreisfreien Stadt Bamberg und des Landkreises Bamberg mit insgesamt rund 212.800 Einwohnern.

## Gebäude
Das Gericht ist seit Dezember 1995 im Gebäude Synagogenplatz 1 untergebracht.

## Geschichte
Anlässlich der Einführung des Gerichtsverfassungsgesetzes am 1. Oktober 1879 wurden in Bamberg zwei Amtsgerichte errichtet. Dabei wurden die Landgerichte älterer Ordnung Bamberg I und Bamberg II zum Amtsgericht Bamberg II vereinigt. Man unterschied jedoch weiterhin zwei Teilbezirke, Amtsgericht Bamberg II, Erster Teil (Osthälfte) und Amtsgericht Bamberg II, Zweiter Teil (Westhälfte). Die kreisunmittelbare Stadt Bamberg bildete ab 1879 das Amtsgericht Bamberg I. 1903 wurden diese beiden Amtsgerichte zum Amtsgericht Bamberg vereinigt. Mit Wirkung vom 1. Januar 1932 wurden das Amtsgericht Burgebrach und das Amtsgericht Scheßlitz aufgehoben und deren Bezirke mit dem Bezirk des Amtsgerichts Bamberg vereinigt.

## Übergeordnete Gerichte
Dem Gericht ist das Landgericht Bamberg übergeordnet. Zuständiges Oberlandesgericht ist das Oberlandesgericht Bamberg.